# San Juan Evangelista kommun
San Juan Evangelista är en kommun i Mexiko.   Den ligger i delstaten Veracruz, i den sydöstra delen av landet, 500 km öster om huvudstaden Mexico City.
Följande samhällen finns i San Juan Evangelista:
- San Juan Evangelista
- Estación Juanita
- Vista Hermosa
- La Caudalosa
- Rancho Nuevo
- Bellaco
- Loma Bonita
- Ejido Guadalupe Victoria
- Ejido Monte Verde
- Chapopoapan
- Colonia Reforma Agraria
- Colonia Villahermosa
- Caobal
- El Manantial
- Cascajal Grande
- Aguacatillo
- Tizamar
- Ejido Nicolás Bravo
- Zacatal
- Ejido el Ixtal
- Ejido Nuevo Lázaro Cárdenas
- Las Flores
- Miguel Alemán
- Los Ángeles
- Benito Juárez
- Ejido Nuevo Saltillo
- Las Yaguas
- Poblado los Arco Iris
- Raya de las Carolinas
- Bajo las Palmas
- Ejido Francisco J. Moreno
- Cascajalito
- Colonia Lázaro Cárdenas
- San Pedro Tulapan
- Ejido Francisco Villa
- Quetzalapa
- Cuauhtémoc
- Ejido la Soledad